# Гиббс, Джозайя Уиллард
Джоза́йя Уи́ллард Гиббс (англ. Josiah Willard Gibbs; 1839—1903) — американский физик, физикохимик, математик и механик, один из создателей векторного анализа, статистической физики, математической теории термодинамики, что во многом предопределило развитие современных точных наук и естествознания в целом. Образ Гиббса запечатлён в «Галерее славы великих американцев». Его имя присвоено многим величинам и понятиям химической термодинамики: энергия Гиббса, парадокс Гиббса, правило фаз Гиббса, уравнения Гиббса — Гельмгольца, уравнения Гиббса — Дюгема, лемма Гиббса, треугольник Гиббса — Розебома и др.

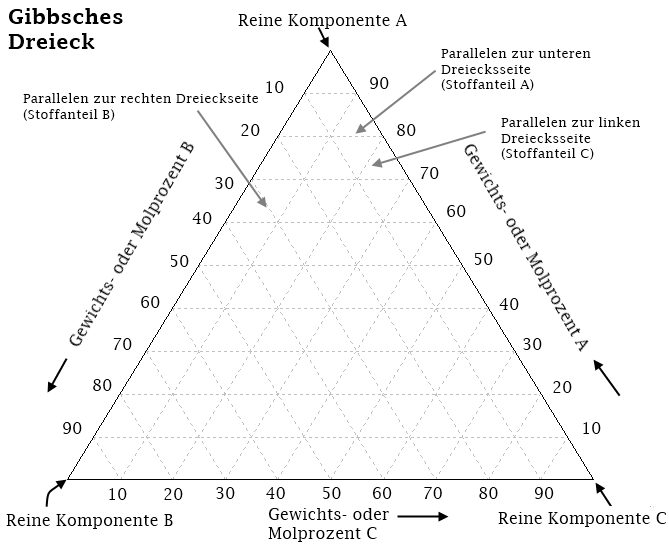
Треугольник Гиббса

В 1901 г. Гиббс был удостоен высшей награды международного научного сообщества того времени (присуждаемой каждый год только одному учёному) — Медали Копли Лондонского королевского общества — за то, что он стал «первым, кто применил второй закон термодинамики для всестороннего рассмотрения соотношения между химической, электрической и тепловой энергией и способностью к совершению работы».

## Биография

### Ранние годы
Гиббс родился 11 февраля 1839 года в городе Нью-Хейвен, штат Коннектикут. Его отец, профессор духовной литературы в Йельской богословской школе (впоследствии вошедшей в состав Йельского университета), был известен в связи с его участием в судебном процессе, называвшемся Amistad. Хотя отца тоже звали Джозайя Уиллард, с именем сына никогда не употребляли «младший»: кроме того, пять других членов семьи носили то же имя. Дед по материнской линии также был выпускником Йельского университета в области литературы.
После обучения в Хопкинс-школе, в возрасте 15 лет Гиббс поступил в Йельский колледж. В 1858 г. он окончил колледж в числе лучших в своем классе и был премирован за успехи в математике и латыни.

### Годы зрелости
В 1863 г. по решению Шеффилдской научной школы в Йеле Гиббс был удостоен первой в США степени доктора философии (PhD) по техническим наукам за диссертацию «О форме зубцов колёс для зубчатой передачи». Последующие годы он преподавал в Йеле: два года вёл латынь и ещё год — то, что впоследствии было названо натурфилософией и сравнимо с современным понятием «естественные науки». В 1866 г. он уехал в Европу для продолжения учёбы, проводя по одному году в Париже, Берлине и затем — в Гейдельберге, где он встречает Кирхгофа и Гельмгольца. В то время немецкие учёные были ведущими авторитетами в химии, термодинамике и фундаментальных естественных науках. Эти три года, собственно, и составляют ту часть жизни учёного, которую он провёл за пределами Нью-Хейвена.
В 1869 г. он вернулся в Йель, где в 1871 г. был назначен профессором математической физики (это была первая подобная должность в Соединённых Штатах) и занимал этот пост всю оставшуюся жизнь.
Позиция профессора была поначалу неоплачиваемой — ситуация, типичная для того времени (особенно для Германии), и Гиббс должен был публиковать свои статьи. В 1876—1878 гг. он пишет ряд статей по анализу многофазных химических систем графическим методом. Позже они были изданы в монографии «О равновесии гетерогенных веществ» (On the Equilibrium of Heterogeneous Substances), наиболее известной его работе. Этот труд Гиббса рассматривается как одно из величайших научных достижений XIX века и одна из фундаментальных работ по физической химии. В своих статьях Гиббс применил термодинамику для объяснения физико-химических явлений, связав то, что ранее было набором отдельных фактов.
«Общепризнано, что издание этой монографии было событием первостепенной важности в истории химической науки. Тем не менее, потребовалось несколько лет, прежде чем было до конца осознанно её значение; задержка была главным образом обусловлена тем, что используемая математическая форма и строгие дедуктивные приёмы делают чтение трудным для любого, и особенно для студентов в области экспериментальной химии, к которым это имело наибольшее отношение…»
Важнейшие разделы, освещённые в других его статьях о гетерогенных равновесиях, включают:
- Концепции химического потенциала и свободной энергии
- Модель ансамбля Гиббса, основу статистической механики
- Правило фаз Гиббса

Гиббс публиковал и работы по теоретической термодинамике. В 1873 г. вышла его статья о геометрическом представлении термодинамических величин. Эта работа вдохновила Максвелла изготовить пластиковую модель (так называемую термодинамическую поверхность Максвелла), иллюстрирующую гиббсовский конструкт. Модель была впоследствии отослана Гиббсу и в настоящее время хранится при Йельском университете.

### Поздние годы
В 1880 г. вновь открывшийся Университет Джонса Хопкинса в Балтиморе, штат Мэриленд, предложил Гиббсу позицию за 3 тыс. долларов, на что Йель ответил увеличением жалованья до 2 тыс. долларов. Но Гиббс не оставил Нью-Хейвен. С 1879 по 1884 гг. он объединяет идеи двух математиков — Уильяма Гамильтона с его «теорией кватернионов» и Германа Грассмана с его «внешней алгеброй» — и создаёт (независимо от британского физика и инженера Оливера Хевисайда) векторный анализ; курс векторного анализа Гиббс сначала читает в Йельском университете, а в 1884 г. издаёт отдельной книгой.
В 1884—89 гг. Гиббс вносит усовершенствования в векторный анализ, пишет труды по оптике, развивает новую электрическую теорию света. Он намеренно избегает теоретизирования касательно строения вещества, что было мудрым решением ввиду последовавших революционных событий в физике субатомных частиц и квантовой механике. Его химическая термодинамика была вещью более универсальной, чем любая другая существовавшая в то время химическая теория.
После 1889 г. он продолжает работу над статистической термодинамикой, «оснащая квантовую механику и теории Максвелла математическим каркасом». Он пишет классические учебники по статистической термодинамике, которые выходят в 1902 г. Гиббс внёс также вклад в кристаллографию и применил свой векторный метод к расчёту планетарных и кометных орбит.
Об именах и карьере его студентов известно немногое. Гиббс никогда не был женат и всю жизнь прожил в отцовском доме вместе с сестрой и зятем, библиотекарем в Йеле. Он был настолько сконцентрирован на науке, что был, как правило, недоступен для личных интересов. Американский математик Эдвин Бидуэлл Уилсон рассказывал: «Вне стен учебной аудитории я видел его крайне мало. У него была привычка пойти прогуляться после полудня по улочкам между его кабинетом в старой лаборатории и домом — небольшая зарядка в перерыве между работой и обедом — и тогда можно было иногда встретить его». Гиббс умер в Нью-Хейвене и похоронен на кладбище Гроув-стрит.

## Научное признание
Признание пришло к учёному не сразу (в частности, потому что Гиббс в основном публиковался в «Transactions of the Connecticut Academy of Sciences» — журнале, издаваемом под редакцией его зятя-библиотекаря, мало читаемом в Соединённых Штатах и ещё меньше в Европе). Поначалу лишь немногие европейские физики-теоретики и химики (в их числе был, например, шотландский физик Джеймс Клерк Максвелл) обратили внимание на его работу. Лишь после того, как статьи Гиббса были переведены на немецкий (Вильгельмом Оствальдом в 1892 г.) и французский (Анри Луи ле Шателье в 1899 г.) языки, его идеи получили широкое распространение в Европе. Его теория правила фаз была экспериментально подтверждена в работах Х. В. Бакхёйса Розебома, который продемонстрировал её применимость в различных аспектах.
На родном континенте Гиббс был оценён даже меньше. Тем не менее, он был признан, и в 1880 г. Американская академия искусств и наук присудила ему премию Румфорда за работы по термодинамике. А в 1910 г. в память об учёном Американское химическое общество по инициативе Уильяма Конверса учредило Медаль Уилларда Гиббса.
Американские школы и колледжи того времени акцентировались на традиционных дисциплинах, а не на науке, и студенты мало интересовались его лекциями в Йеле. Знакомые Гиббса так описывали его работу в Йеле:
«Свои последние годы жизни он оставался высоким, благородным джентльменом со здоровой походкой и здоровым цветом лица, справляющимся со своими обязанностями по дому, доступным и отзывчивым к студентам. Гиббса высоко ценили друзья, но американская наука была чересчур озабочена практическими вопросами, чтобы применять его основательные теоретические работы в период его жизни. Он проживал свою тихую жизнь в Йеле и глубоко восхищался несколькими способными студентами, не производя на американских учёных первого впечатления, сопоставимого с его талантом». (Кроутер, 1969)
Не следует думать, что при жизни Гиббс был малоизвестен. Например, математик Джан-Карло Рота, просматривая стеллажи с литературой по математике в Библиотеке Стерлинга (при Йельском Университете), наткнулся на написанный от руки Гиббса и прикреплённый к какому-то конспекту список адресатов. Список насчитывал свыше двухсот заметных математиков того времени, в том числе Пуанкаре, Гильберта, Больцмана и Маха. Можно прийти к выводу, что среди корифеев науки труды Гиббса были более известны, чем о них свидетельствует печатный материал.
Достижения Гиббса, однако, были окончательно признаны лишь с появлением в 1923 г. публикации Гильберта Ньютона Льюиса и Мерла Рэндалла «Thermodynamics and the Free Energy of Chemical Substances», которая познакомила с методами Гиббса химиков из различных университетов. Эти же методы легли, по большей части, в основу химической технологии.
Список академий и обществ, членом которых он являлся, включает академию искусств и наук Коннектикута, Национальную академию наук, Американское философское общество, Голландское научное общество, Хаарлем; Королевское научное общество, Геттинген; Королевский институт Великобритании, Кембриджское философское общество, Лондонское Математическое общество, Манчестерское литературное и философское общество, Королевскую академию Амстердама, Лондонское королевское общество, Королевскую Прусскую академии в Берлине, Французский институт, Физическое общество Лондона, и Баварскую академию наук.
Согласно Американскому математическому обществу, учредившему в 1923 году так называемые «Гиббсовские лекции» для поднятия всеобщей компетенции в математических подходах и приложениях, Гиббс был величайшим из ученых, когда-либо рождённых на американской земле.

## Содержание научных работ

### Химическая термодинамика
Основные работы Гиббса относятся к химической термодинамике и статистической механике, одним из основоположников которых он является. Гиббс разработал так называемые энтропийные диаграммы, играющие большую роль в технической термодинамике, показал (1871—1873 гг.), что трёхмерные диаграммы позволяют представить все термодинамические свойства вещества.
В 1873 году, когда ему исполнилось 34 года, Гиббс показал неординарные исследовательские способности в области математической физики. В этот год в вестнике Академии Коннектикута появились две статьи. Первая была озаглавлена «Графические методы в термодинамике флюидов», а вторая — «Метод геометрического представления термодинамических свойств веществ с помощью поверхностей». Этими работами Гиббс положил начало геометрической термодинамике.
За ними в 1876 и 1878 годах последовали две части гораздо более фундаментальной статьи «О равновесии в гетерогенных системах», которые обобщают его вклад в физическую науку, и, несомненно, являются одними из наиболее значимых и выдающихся литературных памятников научной деятельности XIX века. Таким образом, Гиббс в 1873—1878 гг. заложил основы химической термодинамики, в частности, разработал общую теорию термодинамического равновесия и метод термодинамических потенциалов, сформулировал (1875 г.) правило фаз, построил общую теорию поверхностных явлений, получил уравнение, устанавливающее связь между внутренней энергией термодинамической системы и термодинамическими потенциалами.
При обсуждении химически однородных сред в первых двух статьях Гиббс часто использовал принцип, согласно которому вещество находится в равновесии, если его энтропия не может быть увеличена при постоянной энергии. В эпиграфе третьей статьи он привёл известное выражение Клаузиуса «Die Energie der Welt ist constant. Die Entropie der Welt strebt einem Maximum zu», что означает «Энергия мира постоянна. Энтропия мира стремится к максимальной». Он показал, что вышеупомянутое условие равновесия, вытекающее из двух законов термодинамики, имеет универсальное применение, аккуратно снимая одно ограничение за другим, прежде всего то, что вещество должно быть химически гомогенным. Важным шагом было введение в качестве переменных в фундаментальных дифференциальных уравнениях масс компонентов, составляющих гетерогенную систему. Показано, что при этом дифференциальные коэффициенты при энергиях по отношению к этим массам вступают в равновесие таким же образом, как и интенсивные параметры, давление и температура. Эти коэффициенты он назвал потенциалами. Постоянно применяются аналогии с гомогенными системами, причем математические действия подобны тем, которые используются в случае расширения геометрии трёхмерного пространства на n-мерное.
Повсеместно признано, что публикация этих статей имела особую важность для истории химии. Фактически это ознаменовало образование новой ветви химической науки, которая, по словам М. Ле Шателье (M. Le Chetelier), по значимости сравнилась с трудами Лавуазье. Тем не менее, прошло несколько лет до того, как ценность этих работ стала общепризнанной. Задержка эта была, главным образом, вызвана тем, что чтение статей было довольно сложным (в особенности для студентов, занимающихся экспериментальной химией) из-за неординарных математических выкладок и скрупулёзных выводов. В конце XIX века было весьма мало химиков, обладающих достаточными знаниями в области математики для того, чтобы прочитать даже самые простые части работ; так, некоторые важнейшие законы, впервые описанные в этих статьях, впоследствии были доказаны другими учёными или теоретически, или, чаще, экспериментально. В настоящее время, однако, ценность методов Гиббса и полученные результаты признаются всеми студентами, изучающими физическую химию.
В 1891 труды Гиббса были переведены на немецкий профессором Оствальдом, а в 1899 г. — на французский благодаря старанию Г. Роя и А. Ле Шателье. Несмотря на то, что с момента публикации прошло много лет, в обоих случаях переводчики отметили не столько исторический аспект мемуаров, сколько множество важных вопросов, которые обсуждались в этих статьях и которые всё ещё не были подтверждены экспериментально. Многие теоремы уже послужили стартовыми точками или ориентирами для экспериментаторов, другие, например, правило фаз, помогали классифицировать и объяснить логическим образом сложные экспериментальные факты. В свою очередь, с помощью теории катализа, твердых растворов, осмотического давления, было показано, что множество фактов, ранее казавшихся непонятными и едва ли поддававшихся объяснению, на самом деле, просты для понимания и являются следствиями фундаментальных законов термодинамики. При обсуждении многокомпонентных систем, где одни составляющие присутствуют в очень малых количествах (разбавленные растворы), теория ушла настолько далеко, насколько это возможно, исходя из первичных рассмотрений. Во время публикации статьи отсутствие экспериментальных фактов не позволило сформулировать тот фундаментальный закон, который позже открыл Вант-Гофф. Этот закон изначально являлся следствием закона Генри для смеси газов, однако при дальнейшем рассмотрении выяснилось, что он имеет гораздо более широкое применение.

### Теоретическая механика
Заметен научный вклад Гиббса и в теоретическую механику. В 1879 г. он применительно к голономным механическим системам вывел из принципа наименьшего принуждения Гаусса уравнения их движения. В 1899 г. по сути те же уравнения, что и у Гиббса, независимо получил французский механик П. Э. Аппель, который указал, что они описывают движение как голономных, так и неголономных систем (именно в задачах неголономной механики находят ныне основное применение данные уравнения, называемые обычно уравнениями Аппеля, а иногда — уравнениями Гиббса — Аппеля). Их принято расценивать как наиболее общие уравнения движения механических систем.

### Векторное исчисление
Гиббс, как и многие другие физики тех лет, осознал необходимость применения векторной алгебры, посредством которой можно легко и доступно выразить довольно сложные пространственные соотношения, связанные с разными областями физики. Гиббс всегда предпочитал осознанность и элегантность используемого им математического аппарата, поэтому с особым желанием применял векторную алгебру. Однако в теории кватернионов Гамильтона он не нашел инструмента, который бы удовлетворял всем его требованиям. В связи с этим он разделял взгляды многих исследователей, желающих отвергнуть кватернионный анализ, несмотря на его логическую обоснованность, в пользу более простого и прямого описательного аппарата — векторной алгебры. Не без помощи своих студентов, в 1881 и 1884 годах профессор Гиббс тайно выпустил подробную монографию по векторному анализу, математический аппарат которого он разработал. Книга быстро распространилась среди его коллег-учёных.
Во время работы над своей книгой Гиббс полагался в основном на труд «Ausdehnungslehre» Грассмана и на алгебру кратных соотношений. Упомянутые исследования необычайно заинтересовали Гиббса, и, как он впоследствии отмечал, доставили ему наибольшее эстетическое удовольствие среди всех его занятий. Многие работы, в которых он отвергал теорию кватернионов Гамильтона, появлялись на страницах журнала Nature.
Когда удобство векторной алгебры как математической системы за следующие 20 лет было подтверждено им самим и его учениками, Гиббс согласился, хоть и неохотно, на публикацию более подробной работы по векторному анализу. Так как в то время он был целиком поглощен другой темой, подготовка рукописи к публикации была доверена одному из его учеников, доктору Э. Б. Уилсону, который справился с этой задачей. Ныне Гиббс заслуженно считается одним из создателей векторного исчисления в его современной форме.
Помимо этого, профессор Гиббс был крайне заинтересован в применении векторного анализа для решения астрономических задач и привел множество подобных примеров в статье «Об определении эллиптических орбит по трём полным наблюдениям». Методы, развитые в этой работе, были впоследствии использованы профессорами В. Биб (W. Beebe) и А. В. Филлипсом (A. W. Phillips) для расчёта орбиты кометы Свифта исходя из трёх наблюдений, что стало серьёзной проверкой метода. Они обнаружили, что метод Гиббса обладает значительными преимуществами над методами Гаусса и Оппольцера, сходимость подходящих приближений была более быстрой, а на нахождение фундаментальных уравнений для решения затрачивалось гораздо меньше сил. Эти две статьи были переведены на немецкий язык Бухгольцем (нем. Hugo Buchholz) и включены во второе издание Theoretische Astronomie Клинкерфуса.

### Электромагнетизм и оптика
С 1882 по 1889 год в Американском журнале Науки (American Journal of Science) появились пять статей по отдельным темам в электромагнитной теории света и её связей с различными теориями упругости. Интересно, что полностью отсутствовали специальные гипотезы о взаимосвязи пространства и материи. Единственное предположение, сделанное в отношении строения вещества, заключается в том, что оно состоит из частиц, достаточно мелких по отношению к длине волны света, но не бесконечно малых, и что оно каким-то образом взаимодействует с электрическими полями в пространстве. С помощью методов, простота и ясность которых напоминали его исследования по термодинамике, Гиббс показал, что в случае абсолютно прозрачных сред теория не только объясняет дисперсию цвета (включая дисперсию оптических осей в двупреломляющей среде), но также приводит к законам Френеля о двойном отражении для любых длин волн с учетом малых энергий, определяющих дисперсию цвета. Он отмечал, что круговую и эллиптическую поляризацию можно объяснить, если рассматривать энергию света ещё более высоких порядков, что, в свою очередь, не опровергает интерпретации многих других известных явлений. Гиббс тщательно вывел общие уравнения для монохроматического света в среде с различной степенью прозрачности, приходя к отличным от полученных Максвеллом выражениям, не содержащим в явном виде диэлектрическую постоянную среды и проводимость.
Некоторые эксперименты профессора Хастингса (C. S. Hastings) 1888 года (которые показали, что двойное лучепреломление в Исландском шпате находится в точном соответствии с законом Гюйгенса) снова заставили профессора Гиббса взяться за теорию оптики и написание новых статей, в которых в достаточно простой форме из элементарных рассуждений он показал, что дисперсия света строго соответствует электрической теории, в то время как ни одну из теорий упругости, предложенную на тот момент, не удалось бы согласовать с полученными экспериментальными данными.

### Статистическая механика
В своей последней работе «Основные принципы статистической механики» Гиббс вернулся к теме, тесно связанной с предметом его ранних публикаций. В них он занимался развитием следствий законов термодинамики, которые принимаются как данные, исходя из эксперимента. В этой эмпирической форме науки теплота и механическая энергия расценивались как два различных явления — конечно, взаимно переходящих друг в друга с определёнными ограничениями, но принципиально отличающиеся по многим важным параметрам. В соответствии с популярной тенденцией к объединению явлений, было принято множество попыток свести эти два понятия к одной категории, показать фактически, что теплота — не что иное, как механическая энергия мелких частиц, и что экстрадинамические законы тепла являются следствием огромного количества независимых механических систем в любом теле — числа настолько большого, что человеку с его ограниченным воображением трудно даже представить. И всё же, несмотря на уверенные утверждения во многих книгах и популярных выставках, что «теплота — способ молекулярного движения», они не были до конца убедительны, и эта неудача была расценена лордом Кельвином как тень в истории науки XIX века. Такие исследования должны иметь дело с механикой систем с огромным количеством степеней свободы, причем была возможность сравнить результаты расчетов с наблюдением, эти процессы должны иметь статистический характер. Максвелл не раз указывал на трудности таких процессов, а также говорил (и это часто цитировал Гиббс), что в таких вопросах серьёзные ошибки допускали даже люди, чья компетентность в других областях математики не подвергается сомнению.

## Влияние на последующие работы
Труды Гиббса привлекли к себе большое внимание и повлияли на деятельность многих учёных, — некоторые из них стали Нобелевскими лауреатами:
- В 1910 г. голландец Я. Д. Ван-дер-Ваальс был удостоен Нобелевской премии по физике. В своей Нобелевской лекции он отметил влияние на его работу гиббсовских уравнений состояния.
- В 1918 г. Макс Планк получил Нобелевскую премию по физике за труды в области квантовой механики, в особенности, за публикацию в 1900 г. его квантовой теории. Его теория существенным образом базировалась на термодинамике Р. Клаузиуса, Дж. У. Гиббса и Л. Больцмана. Планк так говорил о Гиббсе: «его имя не только в Америке, но и во всём мире будет причислено к самым известным физикам-теоретикам всех времён…».
- В начале XX века Гильберт Н. Льюис и Мерле Рэндалл[англ.] использовали и расширили разработанную Гиббсом теорию химической термодинамики. Свои изыскания они изложили в 1923 г. в книге, которая называлась «Thermodynamics and the Free Energy of Chemical Substances» и была одним из фундаментальных учебников по химической термодинамике. В 1910-х гг. Уильям Джиок поступил в Химический колледж при Университете Беркли и в 1920 г. получил степень бакалавра в химии. Поначалу он хотел стать химиком-технологом, но под влиянием Льюиса проявил интерес к химическим исследованиям. В 1934 г. он стал полноправным профессором химии в Беркли, а в 1949 г. получил Нобелевскую премию за свои криохимические исследования, использовавшие третий закон термодинамики.
- Используя линейный векторный анализ Гиббса, Говард Скотт разработал исчисление и модуль размерности, которые позволили ему предложить оптимизированные решения для промышленных задач. Скотт в 1920-х годах рассмотрел полностью автоматизированный завод, интегрированные системы перевозки, коммуникации, электрические сети передачи и результат планирования жизненного цикла в контексте учета экономических потребностей вместо того, что группа назвала системой цен, или денежно-кредитным основанием[17].
- Работы Гиббса оказали существенное влияние на формирование взглядов Ирвинга Фишера — экономиста, имевшего степень доктора философии в Йеле.

## Личные качества
Профессор Гиббс был человеком честного нрава и врожденной скромности. Помимо успешной научной деятельности, он был занят работой в средней школе Хопкинса Нью-Хейвена, где предоставлял попечительские услуги и много лет выступал в роли казначея фондов. Как и подобает человеку, занятому в основном интеллектуальной деятельностью, Гиббс никогда не искал или желал иметь широкий круг знакомых; однако он не был человеком асоциальным, а, напротив, всегда был крайне дружелюбным и открытым, способным поддержать любую тему, и всегда спокойным, располагающим к себе. Экспансивность была чужда его натуре, как и неискренность. Он мог легко рассмеяться и обладал живым чувством юмора. Хотя и редко рассказывая о себе, он любил иногда приводить примеры из своего личного опыта.
Ни одно из качеств профессора Гиббса не впечатляло его коллег и учеников больше, чем его скромность и совершенная неосознанность его безграничных интеллектуальных ресурсов. Характерным примером является фраза, произнесенная им в компании близкого друга относительно его математических способностей. С абсолютной искренностью он сказал: «Если я и был успешен в математической физике, то, я думаю, это потому, что мне посчастливилось избежать математических трудностей».

## Увековечение имени
Когда немецкий физико-химик Вальтер Нернст в 1906 году посетил Йель, чтобы прочитать лекцию Силлимана, он был удивлен, не найдя никакого памятника Гиббсу. Нернст пожертвовал университету свой гонорар за лекцию в размере 500 долларов на оплату установки подходящего мемориального знака. Он был открыт в 1912 году в виде бронзового барельефа работы скульптора Ли Лори, установленного в Физической лаборатории Слоуна.
С 1923 года проводится Гиббсовская лекция.
В 1945 г. Йельский университет в честь Дж. Уилларда Гиббса ввёл в обиход звание профессора теоретической химии, сохранявшееся до 1973 г. за Ларсом Онсагером (лауреатом Нобелевской премии по химии). В честь Гиббса были названы также лаборатория при Йельском университете и должность старшего преподавателя математики. 28 февраля 2003 г. в Йеле прошёл симпозиум, отметивший 100 лет со дня его смерти.
Ратгерский университет имеет профессорство им. Дж. Уилларда Гиббса в области термомеханики, числящееся в настоящее время за Бернардом Д. Коулменом.
В 1950 г. бюст Гиббса был размещен в Зале славы великих американцев.
В 1964 г. Международный астрономический союз присвоил имя Гиббса кратеру на видимой стороне Луны.
4 мая 2005 года Почтовая служба Соединённых Штатов выпустила серию почтовых марок, с портретами Гиббса, Джона фон Неймана, Барбары Мак-Клинток и Ричарда Фейнмана.
Судно для океанографических экспедиций Военно-морских сил США «USNS Josiah Willard Gibbs (T-AGOR-1)», бывшее в эксплуатации в 1958-71 гг., было названо в честь Гиббса.

## Сочинения, издания
- Graphical methods in the thermodynamics of fluids. Trans. Connecticut Acad. Arts and Sciences, Vol. II, 1873. — P. 309—342.
- A method of geometrical representation of the thermodynamic properties of substances by means of surfaces. Trans. Connecticut Acad. Arts and Sciences, Vol. II, 1873. — P. 382—404.
- On the equilibrium of heterogeneous substances. Trans. Connecticut Acad. Arts and Sciences, Vol. Ill , 1875—1878, pp. 108—248; pp. 343—524. Abstract: American Journ. Sci., 3d ser., Vol. XVI. — P. 441—458.
- On the fundamental formulae of dynamics // Amer. J. Month. 1879. V. 2. № 1. — P. 49—64.
- Elements of vector analysis arranged for the use of students in physics. New Haven, 8°, pp. 1-86 in 1881, and pp. 37-83 in 1884. (Not published.)
- Notes on the electromagnetic theory of light. 1. On double refraction and the dispersion of colors in perfectly transparent media. American Journ. Sci., 3d ser., Vol. XXIII, 1882. — P. 262—275.
- On double refraction in perfectly transparent media which exhibit the phenomena of circular polarization. American Journ. Sci., 3d ser., Vol. XXIII, 1882. — P. 400—476.
- On the general equations of monochromatic light in media of every degree of transparency. American Journ. Sci., 3d ser., Vol. XXV, 1883. — P. 107—118.
- On the fundamental formula of statistical mechanics, with applications to astronomy and thermodynamics. (Abstract.) Proc. American Assoc. Adv. Sci., Vol. XXXIII, 1884. — P. 57 and 58.
- On the velocity of light as determined by Foucault’s revolving mirror. Nature, Vol. XXXIII, 1886. — P. 582.
- A comparison of the elastic and electrical theories of light, with respect to the law of double refraction and the dispersion of colors. American Journ. Sci., 3d ser., Vol. XXXV, 1888. — P. 467—475.
- A comparison of the electrical theory of light with Sir William Thomson’s theory of a quasi-labile ether. American Journ. Sci., 3d ser., Vol. XXXVTI, 1880, pp. 120—144. Reprint: Philos. Mag., 5th ser., Vol. XXVII, 1889. — P. 238—253.
- On the determination of elliptic orbits from three complete observations. Mem. Nat. Acad. Sci., Vol. IV, 1889. — P. 79—104.
- On the role of quaternions in the algebra of vectors. Nature, Vol. XLIII, 1891. — P. 511—514.
- Quaternions and the Ausdehnungslehre. Nature, Vol. XLIV, 1891. — P. 79—82.
- Quaternions and the algebra of vectors. Nature, Vol. XLVII, 1898. — P. 463—464.
- Quaternions and vector analysis. Nature, Vol. XLVIII, 1893. — P. 364—367.
- Vector analysis: A text-book for the use of students of mathematics and physics, founded upon the lectures of J. Willard Gibbs, by E. B. Wilson. Yale Bicentennial Publications. XVIII + 436 p. G. Scrilmer’s Sons, 1901.
- Elementary principles in statistical mechanics, developed with especial reference to the rational foundation of thermodynamics. Yale Bicentennial Publications. XVIII + 207 p. С. Scribner’s Sons, 1902
- On the use of vector methods in the determination of orbits. Letter to Dr. Hugo Buchholz, editor of Klinkerfues’s Theoretisehe Astronomie. Scientific Papers, Vol. II, 1906. — P. 149—154.
- The scientific papers, v. 1-2, N. Y., 1906 (в русском переводе — «Основные принципы статистической механики». М.—Л., 1946.
- Гиббс Дж. В. Термодинамические работы. — М., 1950.
- Гиббс Дж. В. Основные принципы статистической механики (излагаемые со специальным применением к рациональному обоснованию термодинамики). — М.-Л.: ОГИЗ, 1946.
- Гиббс Дж. В. Термодинамика. Статистическая механика. — М.: Наука, 1982.